# The Woes of Roller Skates
The Woes of Roller Skaters, també coneguda com The Woes of Roller Skates, és un curtmetratge mut francès de comèdia del 1908 dirigit per Georges Méliès.

## Producció
The Woes of Roller Skaters sembla ser inspirat en una pel·lícula de Pathé Frères de 1905 o 1906, amb un personatge molt semblant a l'home exageradament obes d'aquesta pel·lícula. Méliès apareix a la pel·lícula com el transeünt atacat pels "Apaches" al final. L'actor Bruneval interpreta el comissari de policia, amb el pintor de decorats de Méliès Claudel com un dels agents de policia. Fernande Albany interpreta una de les dames.

## Temes
és una de les diverses obres de Méliès en què els espectadors que miren el moviment comencen a imitar-lo sense voler: en aquest cas, un cancan i després un patinatge sobre rodes. Com el 1905 de Méliès. la comèdia Le Tripot clandestin, la pel·lícula parodia la policia mostrant-los fent el seu propi ús còmic dels objectes confiscats.

## Estrena
La pel·lícula va ser estrenada per la Star Film Company de Méliès, i està numerada 1227–1232 als seus catàlegs nord-americans. (No hi havia cap estrena francesa coneguda de la pel·lícula.) Va ser registrada per als drets d'autor estatunidencs a la Biblioteca del Congrés dels Estats Units el 21 de juliol de 1908.